# Nhạc rock Hungary
Nhạc rock Hungary là một phần của dòng chảy âm nhạc Hungary đại chúng kể từ đầu thập niên 1960. Những ban nhạc lớn đầu tiên của rock Hungary là Illés, Metró và Omega. Lúc bấy giờ, rock bị các nhà cầm quyền Cộng sản ở Hungary ủng hộ. Ở thập niên 1970, chính quyền cộng sản đàn áp nhạc rock, và Illés bị cấm thu nhạc. Một số thành viên của các ban nhạc khác đã lập nên một siêu ban nhạc có tên là Locomotiv GT, trong ban nhạc Omega vẫn cực kỳ đắt khách tại Đức.

## Lịch sử hình thành

### Thập niên 1960
Năm 1968, một chính sách tên là Cơ chế kinh tế mới được giới thiệu, nhằm phục hồi nền kinh tế Hungary, trong khi đó ban nhạc Illés đã giành chiến thắng áp đảo tại giải thưởng âm nhạc Táncdalfesztivál danh giá. Tuy nhiên ở thập niên 70, người Nga đã đàn áp các cuộc đấu tranh ở Hungary, và rock bị nhắm làm mục tiêu chính. Ban nhạc Illés bị cấm biểu diễn và thu nhạc, còn Metró và Omega thì giải tán. Một số thành viên của những ban nhạc này đã lập niên một siêu ban nhạc tên là Locomotiv GT rồi nhóm này nhanh chóng trở nên cực kỳ nổi tiếng. Trong khi đó, các thành viên còn lại của Omega vẫn chinh phục thành công người hâm mộ ở Đức và giữ được danh tiếng trong một khoảng thời gian.

### Thập niên 1970
Các ban nhạc rock ở cuối thập niên 1970 đã phải nghe theo yêu cầu Công ty thu âm và đảm bảo rằng tất cả các bài hát phải vượt qua vòng kiểm duyệt của Ủy ban Ca khúc, khi hội đồng này đi lùng súc tất cả những bài hát có ý đồ chống chế độ. LGT là ban nhạc tiên phong của thể loại classic rock vốn cực kỳ thịnh hành, bên cạnh Illés, Bergendy và Zorán, trong khi những ban nhạc khác như The Sweet và Middle of the Road lại chiều theo mong muốn của Ủy ban Ca khúc, khi sáng tác ra những bài nhạc pop dựa trên rock mà không có ý đồ chống chế độ nào. Cùng lúc đó, phong cách disco của nhạc điện tử đã góp phần giúp những nghệ sĩ biểu diễn như Neoton Familia, Beatrice và Szűcs Judit chính thức được thừa nhận, bên cạnh đó dòng progressive rock được giới chuyên môn đánh giá cao đã tạo nên tên tuổi  của những ban nhạc như East, V73, Color và Panta Rhei. người cũng sinh ra trong ban nhạc Apostol.

### Thập niên 1980

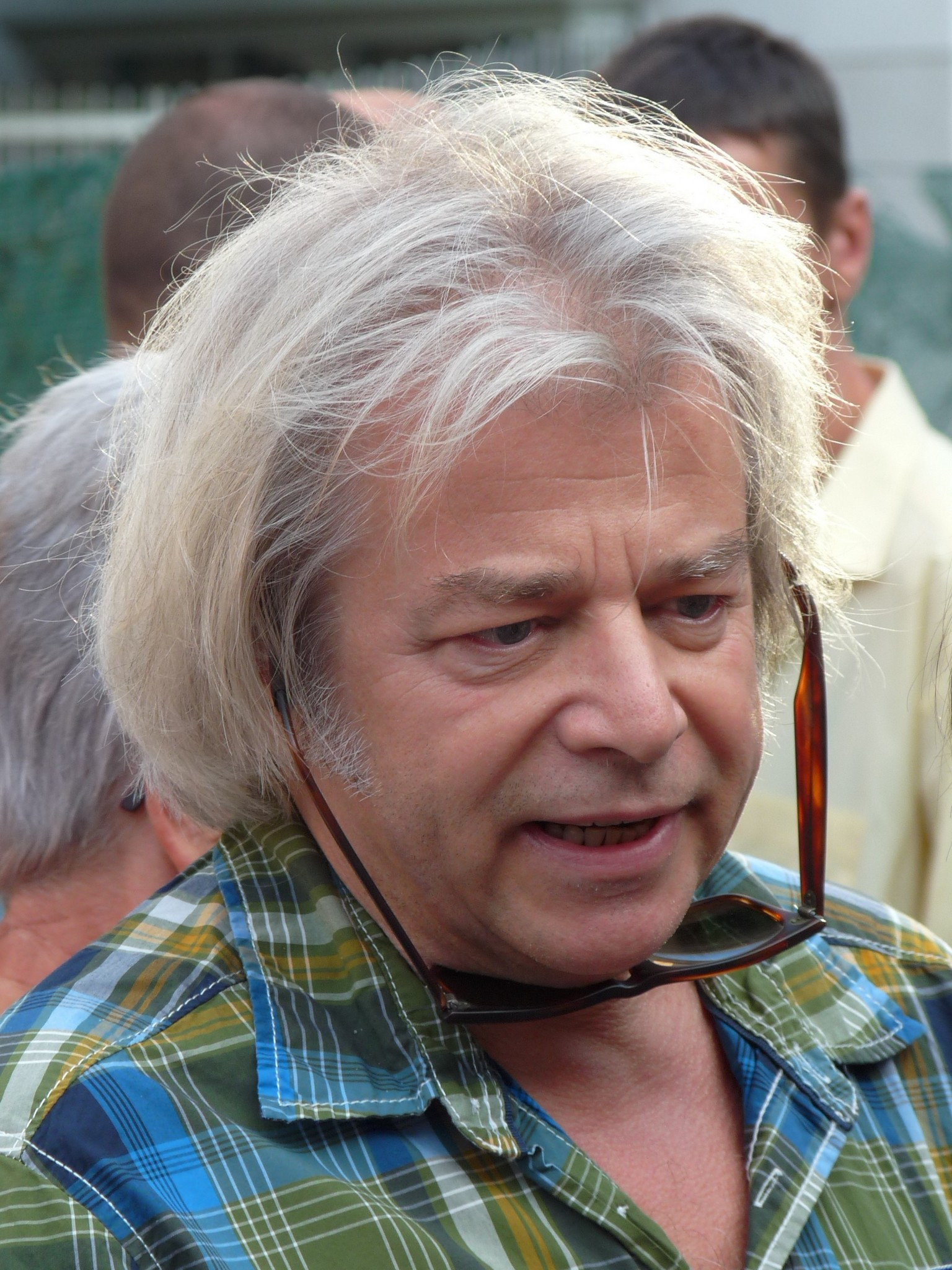
Tamás Somló của nhóm Lokomotiv GT

Đầu thập niên 1980, nền kinh tế suy thoái và văn hóa bị kiệt quệ đã bao trùm khắp đất nước Hungary, dẫn đến sự ra đời của nhóm thanh niên mới lớn vỡ mộng và đơn độc, từ đó dấy lên những nhân vật mà rock và mảng punk rock đang trên đà phát triển toàn cầu, đề cập đến nhiều nhất. Các ban nhạc lớn sống trong kỷ nguyên này gồm có Beatrice, chuyển từ dòng disco sang punk và nhạc rock chịu ảnh hưởng dân ca, đồng thời được biết tới các phần trình diễn sôi động và không kiểm duyệt của những P. Mobil, Bikini, Hobo Blues Band, một nhóm nhạc blue, A. E. Bizottság, Európa Kiadó, Sziámi và Edda művek.
Thập niên 1980 chứng kiến Công ty sản xuất thu âm đã phá sản bởi các nhà chức trách của Hungary nhận ra rằng việc hạn chế rock không làm giảm sức ảnh hưởng của nó; thay vào đó họ cố làm giảm sức hút của rock bằng cách khuyến khích các nhạc sĩ trẻ hát về các nguyên tắc của Chủ nghĩa Cộng sản. Đầu thập kỷ chứng kiến sự kết nạp của punk và nhạc làn sóng mới, và các học giả nhanh chúng trộn lẫn các thứ lại với nhau. Bản án tù đầu tiên cho các hoạt động rock có ý đồ chống chế độ được đề ra, khi các thành viên punk CPg bịt treo giò hai năm vì kích động chính trị.

## Các nghệ sĩ và ban nhạc rock Hungary nổi tiếng
- 30Y
- Ács, Oszkár
- A. E. Bizottság
- Ágaskodó Telivérek
- Ákos
- Alvin és a mókusok
- Amber Smith
- Árnyak
- Auróra
- Balla, Máté
- Bankrupt
- Barbaro
- Bastiaan
- Báthory, Zoltán
- Bergendy
- Beatrice
- Bikini
- C.A.F.B.
- Carbonfools, The
- Carbovaris
- Computerchemist
- CPg
- Csillag, Endre
- Daczi, Zsolt
- Dawnstar
- Deák Bill Blues Band
- Demjén, Ferenc
- Depresszió
- Dinamit
- East
- ECHO
- Edda Művek
- Európa Kiadó
- EZ Basic
- Fahrenheit
- Flop
- Fonográf
- Fran Palermo
- FreshFabrik
- Fuck Off System
- Galloping Coroners (Vágtázó Halottkémek)
- Gemini
- Generál Együttes
- Hangmás
- Hard
- Hétköznapi Csalódások
- Hiperkarma
- Holt Költők Társasága
- Heaven Street Seven
- Idoru, The
- Illés
- Ivan & The Parazol
- Jacked
- Kalapács
- Karthago
- Kati Kovács
- Kaukázus
- Kispál és a Borz
- Kolin, The
- Korál
- Kowalsky meg a Vega
- Kőváry, Zoltán
- Kukovecz, Gábor
- Land of Charon
- Lokomotiv GT
- Lord
- Másfél
- Metró
- Memories Garden
- Middlemist Red
- Mighty Fishers, The
- Moby Dick
- Nagy, Dávid
- Nagy, Feró
- Norbert Kristóf
- Omega
- Omen
- Óriás
- Ossian
- Ozone Mama
- Paksi, Endre
- Perjés, Péter
- P. Mobil
- Piramis
- Pokolgép
- Poniklo, Imre
- Quimby
- Republic
- Road
- Rudán, Joe
- Schram, Dávid (recording producer)
- Sexepil
- Sex Action
- Silver Shine, The
- Solaris
- Supersonic
- Szabó, Tamás
- Szakácsi, Gábor
- Szarvas, Árpád
- Sziámi
- Moog, The
- Neoton Família
- Panta Rhei
- Poniklo
- The Poster Boy
- Puzzle, The
- Takács, Zoltán (recording producer)
- Tankcsapda
- Téglás, Zoltán
- Trousers, The
- Vangel, Tibor
- Vikidál, Gyula
- V'Moto-Rock
- Warpigs
- We Are Rockstars
- Yesterdays
- Zorán

## Các đĩa nhạc rock nổi tiếng của Hungary gần đây
- 10 000 Lépés
- Amber Smith
- Bummm!
- Éjszakai Országút
- Heavy Medal
- Hello Heavy
- Introspective
- Locomotiv GT
- Locomotiv GT V.
- Mindenki
- Mindig magasabbra
- Piramis 1.
- Razzmatazz Orfeum
- rePRINT
- Ringasd el magad
- Seasons in the Underground
- Sold for Tomorrow
- Sugar for the Soul
- Totális Metál
- Zene - Mindenki másképp csinálja
- Your Scream Is Music